# Poupança nacional
Em economia, a poupança nacional de um país é a soma da poupança privada (das empresas e das famílias)  mais a poupança do governo. A poupança do governo corresponde ao superávit nominal do orçamento governamental.
A poupança nacional é quantia disponível para financiar investimentos internos e investimentos externos líquidos.
Sendo:
S= poupança privada
T= receita tributária
G= gastos do governo
I= investimento
NX =exportações líquidas
A relação entre a poupança nacional e o investimento é expressa pela equação:
{\displaystyle \operatorname {{\text{S}}+({\text{T}}-{\text{G}})} ={\text{I}}+{\text{NX}}}

## No Brasil
Em março de 2013, a taxa de poupança nacional, no Brasil, estava um pouco abaixo da média das economias avançadas e bem abaixo da média de vários países emergentes. 
Em março de 2013 a taxa de poupança era de 16,2% do PIB, enquanto que, nos países mais ricos é, em média, de 18,7%.[carece de fontes?]
Em 2012, segundo o Instituto Brasileiro de Geografia e Estatística (IBGE), a taxa de poupança foi de 15,4% do Produto Interno Bruto (PIB). Medido pela Pesquisa de Orçamentos Familiares (POF), do IBGE, as famílias pouparam cerca de 25% da sua renda disponível bruta. Já a administração pública teve uma poupança negativa em torno de 12% da renda disponível bruta. A China tem uma taxa de poupança de 49,5% da renda disponível; a Coreia, de 31,4%; a Holanda, de 25,5%; e o Chile, de 21,4%, segundo o FMI.

## Relação entre poupança e investimento: a visão clássica e a crítica keynesiana
Após a crise de 1929, quando os principais postulados da teoria neoclássica foram colocados em cheque, dois economistas se destacaram na crítica à economia neoclássica. De um lado, Keynes, discípulo de Alfred Marshall e, portanto, com uma formação neoclássica e, de outro, Kalecki, com uma formação marxista. Ambos tinham como preocupação principal explicar as crises que vinham se acentuando já muito antes da Grande Depressão. Os dois economistas, com formações ideológicas distintas e preocupados com o mesmo problema, chegaram a formulações teóricas extremamente parecidas com relação ao Princípio da demanda efetiva como elemento  determinante do nível de atividade na economia capitalista. Com Kalecki e Keynes a relação de causalidade se altera: o investimento (em capital fixo) é visto como criador e não resultante da poupança. 
Nesses mais de 70 anos as duas posições têm se confrontado no debate sobre a relação entre investimento  e poupança. A visão keynesiana, em contraste com a visão clássica, enfatiza restrições financeiras sobre a demanda por investimentos, enquanto a visão clássica focaliza o comportamento dos poupadores como condição para a realização de investimentos. Para Kalecki, o investimento em capital fixo privado numa economia capitalista desenvolvida é determinado pela poupança dos capitalistas, pela diferença entre investimento efetivo e necessário e pela influência direta do progresso tecnológico. 
A análise keynesiana é centrada no papel dos mercados e das instituições financeiras na viabilização do investimento e do crescimento econômico. A poupança não é considerada como restrição, exceto quando a economia alcançar o pleno emprego, tornando impossível que se cresça sem que o consumo diminua. Somente nesse caso, ou seja, em condições muito específicas, a poupança pode ser uma restrição.

### A visão clássica
Segundo a Escola clássica, para que haja investimento, é necessário que exista previamente uma poupança correspondente. Em uma hipotética economia autárquica e sem governo, o consumo e o investimento seriam os dois destinos possíveis dados ao produto social. Assim, para que possa haver investimento, os agentes econômicos devem abster-se de despender toda a sua renda em consumo. A diferença entre renda e consumo é a poupança. Na visão clássica, a abstenção de consumo é vista como um sacrifício que o consumidor só estará disposto a fazer se tiver a expectativa de uma recompensa futura. Essa recompensa são os juros que ele receberá numa data futura em troca do sacrifício de consumo realizado no presente. A poupança é, assim, uma função da taxa de juros. Mas, para que o sacrifício presente possa render um consumo maior no futuro, é preciso que o produto se expanda, o que depende do volume de investimento. Portanto, dos frutos do investimento resulta a remuneração do poupador.
Por outro lado, quanto maior for a remuneração a ser paga ao poupador (juros), menor será o estímulo ao investidor para realizar o esforço de acumular o capital necessário para aumentar a quantidade de produto social. Segundo a visão clássica, a economia estará em equilíbrio quando a taxa de juros é suficiente para estimular os consumidores a poupar (dada a remuneração futura que esperam receber) e, ao mesmo tempo, compatível com o que os investidores aceitam pagar quando tomam empréstimos para financiar o investimento produtivo. Ou seja, a taxa de juros deve ser menor do que a taxa de lucro esperada pelos investidores. 

### A crítica de Keynes e Kalecki
A crítica à análise clássica foi iniciada por Keynes, na publicação de sua obra magna, A Teoria Geral do Emprego, do Juro e da Moeda. Para ele, a poupança não é um pré-requisito do investimento. É, ao contrário, o seu resultado. Isto porque a decisão de investir dependeria não da disponibilidade de renda não consumida, mas de financiamento, isto é, de acesso a meios de pagamento.
A produção de bens de investimento tende a aumentar, em resposta ao aumento da demanda por esses bens. Mas, para isto, é necessário é que o sistema financeiro (e bancário, em particular) sejam capazes de gerar e colocar nas mãos dos investidores os meios de compra necessários para que as encomendas sejam feitas aos produtores de bens de investimento. Só depois de receberem as encomendas as firmas produtoras de bens de investimento contratarão os trabalhadores necessários para produzir e acionarão seu parque produtivo. Até o limite do pleno emprego dos trabalhadores e da plena ocupação da capacidade produtiva, o investimento pode ser realizado sem a necessidade de poupança prévia. Ao contrário, afirma Keynes, a poupança será gerada como resultado do investimento, já que este tomará a forma de bens cujo destino não pode ser, por sua própria natureza, o consumo. Portanto, o produto gerado em resposta à demanda de investimento será, necessariamente, produto não-consumível (ou seja, poupança).
Para Kalecki, a igualdade entre poupança e investimento é válida em todas as circunstâncias, desde que haja equilíbrio. Esta igualdade é consenso entre as escolas. Os neoclássicos, porém, afirmam que os recursos poupados financiam o investimento. Kalecki, com Keynes, afirma o contrário: o investimento e o consumo dos capitalistas são os determinantes do lucro e, sendo assim, também da poupança. Pelo modelo de dedução dos lucros, Kalecki chega à conclusão de que o lucro, em um dado período, é resultado direto dos gastos dos capitalistas no período anterior. Como poupança é lucro não gasto, o investimento e o consumo dos capitalistas (os gastos dos capitalistas) também determinam a poupança.
Keynes ressalta, porém, que, para viabilizar investimentos, é necessário que o sistema financeiro seja capaz de responder às demandas por liquidez das empresas que pretendem investir, isto é, comprar ativos que frequentemente são de duração média ou longa. Isto significa que a amortização dos investimentos consumirá um certo número de períodos de produção. Isto significa que uma empresa não poderá saldar, a curto prazo, os compromissos decorrentes da realização de investimentos. O perfil do financiamento deve ser, portanto, compatível com o perfil de amortização dos bens de investimento. Assim, se num primeiro momento, a demanda que se coloca para o sistema financeiro é a disponibilização de meios de compra, em um segundo momento coloca-se a necessidade de transformação dos créditos obtidos a curto prazo em obrigações de duração equivalente à dos ativos, ou seja, de médio ou longo prazo. Portanto, a questão não seria, segundo Keynes,  poupar ou não, mas assegurar a oferta de canais de financiamento de longo prazo. 
Da mesma forma, para Kalecki o capitalista não precisa de poupança, mas de ter acesso ao crédito, pois este permite que o investimento se autofinancie. Tendo acesso ao crédito, o capitalista pode determinar a sua receita futura nos níveis em que pretende. Sendo assim, o potencial de investimento encontra o seu limite no lucro, pois a capacidade de endividamento depende, principalmente, do estado de liquidez da empresa.